# Podarcis raffoneae
Podarcis raffoneae là một loài thằn lằn trong họ Lacertidae. Loài này được Mertens mô tả khoa học đầu tiên năm 1952.

## Hình ảnh

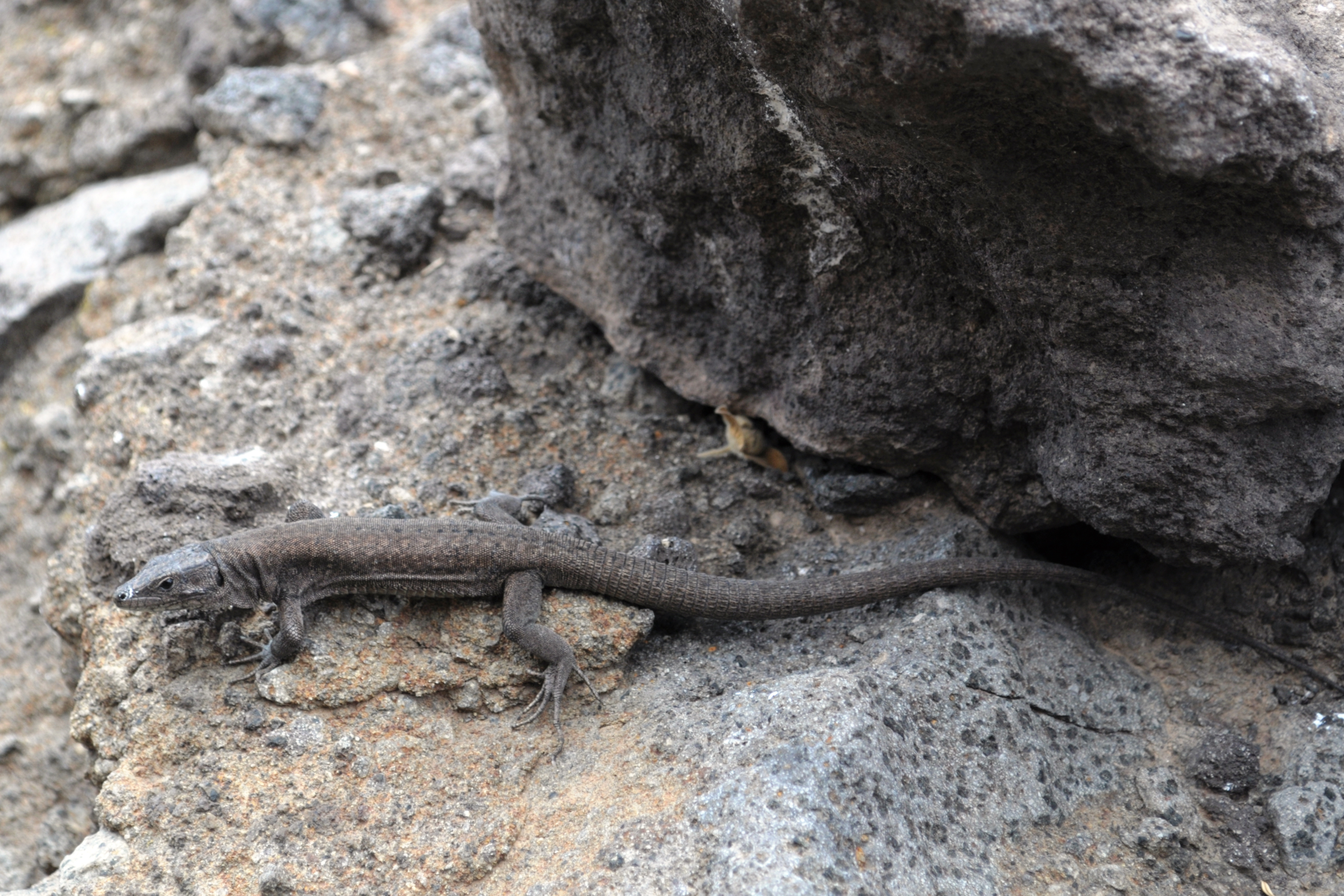
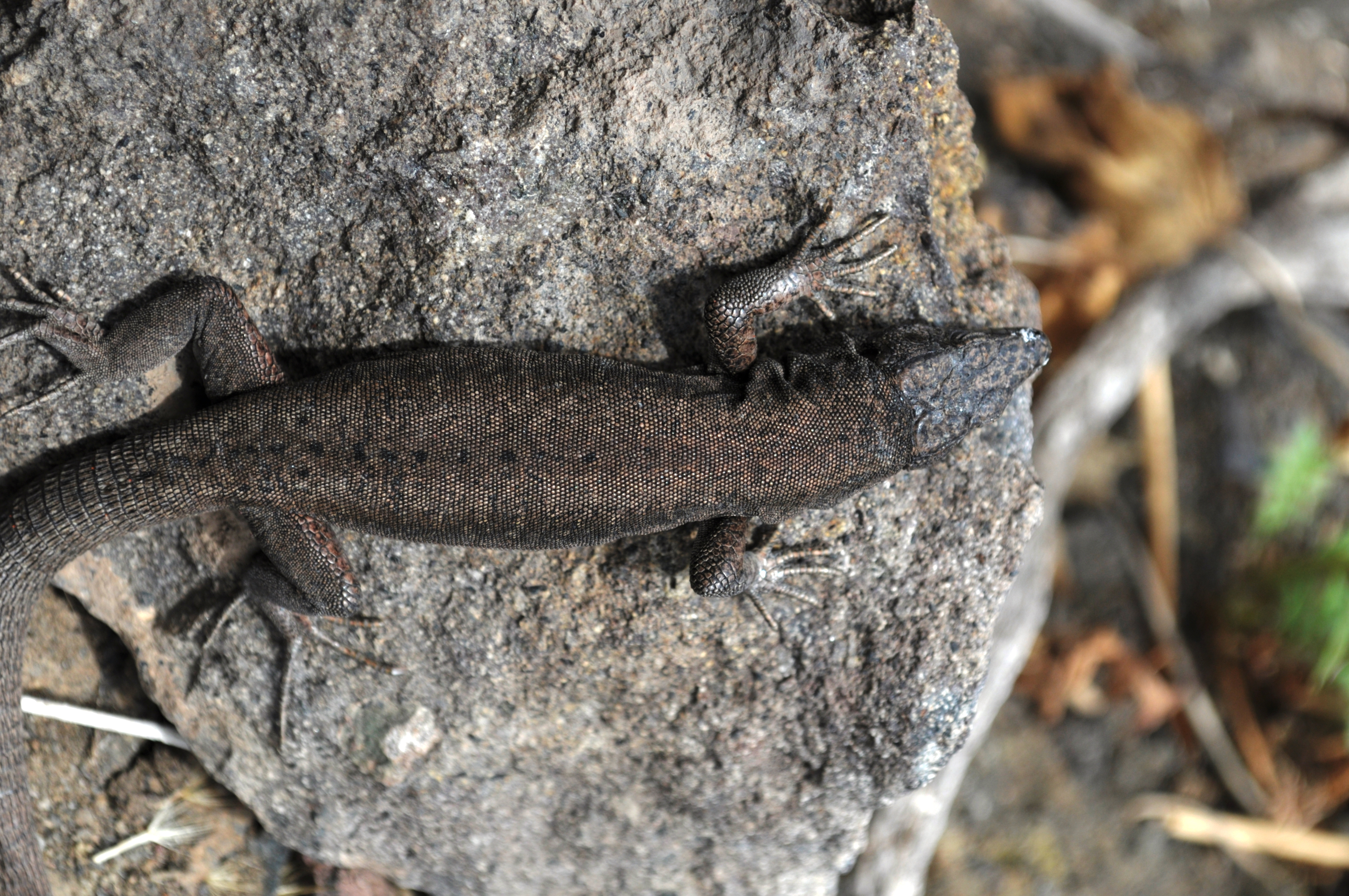